# Росайм (кантон)
Росайм (фр. Canton de Rosheim) — упразднённый кантон на северо-востоке Франции, в регионе Эльзас, департамент Нижний Рейн, округ Мольсем. Площадь кантона Росайм составляла 133,23 км², количество коммун в составе кантона — 9, численность населения 17 728 человек (по данным INSEE, 2012), при средней плотности 133 жителя на квадратный километр (км²).

## История
Кантон был создан в 1793 году.
С 1940 по 1945 год территория была оккупирована гитлеровской Германией.
До административной реформы 2015 года в состав кантона входило 9 коммун. По закону от 17 мая 2013 и декрету от 18 февраля 2014 года количество кантонов в департаменте Нижний Рейн уменьшилось с 44 до 23. Новое территориальное деление департаментов на кантоны вступило в силу во время выборов 2015 года. После реформы кантон был упразднён.

## Консулы кантона
| Период    | Консул             | Должность                      |
| --------- | ------------------ | ------------------------------ |
| 1945—1966 | Paul Grau          |                                |
| 1966—1988 | Robert Ott         | Мэр коммуны Отрот (1965—1989)  |
| 1988—2008 | Alphonse Troestler | Мэр коммуны Росайм (1989—2001) |
| 2008—2015 | Philippe Meyer     | Мэр коммуны Бёрш               |

## Состав кантона
До марта 2015 года кантон включал в себя 9 коммун:
| Код INSEE | Коммуна              | Французское название    | Почтовый индекс | Площадь, км² | Население (2013) | Плотность, чел/км² |
| --------- | -------------------- | ----------------------- | --------------- | ------------ | ---------------- | ------------------ |
| 67045     | Бишофсайм            | Bischoffsheim           | 67870           | 12,33        | 3334             | 270,4              |
| 67052     | Бёрш                 | Boersch                 | 67530           | 23,35        | 2412             | 103,3              |
| 67167     | Грендельбрук         | Grendelbruch            | 67190           | 14,63        | 1265             | 86,5               |
| 67172     | Грисайм-пре-Мольсайм | Griesheim-près-Molsheim | 67870           | 4,62         | 2151             | 465,6              |
| 67299     | Молькирш             | Mollkirch               | 67190           | 12,47        | 954              | 76,5               |
| 67368     | Отрот                | Ottrott                 | 67530           | 28,89        | 1567             | 54,2               |
| 67410     | Розенвиллер          | Rosenwiller             | 67560           | 5,5          | 689              | 125,3              |
| 67411     | Росайм               | Rosheim                 | 67560           | 29,55        | 4973             | 168,3              |
| 67428     | Сен-Набор            | Saint-Nabor             | 67530           | 1,89         | 464              | 245,5              |

В результате административной реформы в марте 2015 года кантон был упразднён. Коммуны переданы в состав кантона Мольсем (округ Мольсем).